# Satupaʻitea
Satupaʻitea – jeden z dystryktów Samoa. Liczba ludności w 2001 wyniosła 5556 osób. Dystrykt ten jest rozdzielony na dwie części. Obydwie znajdują się na wyspie Savaiʻi. Między nimi leży dystrykt Palauli. Ośrodkiem administracyjnym jest Gautavai.